# Juan 18
.

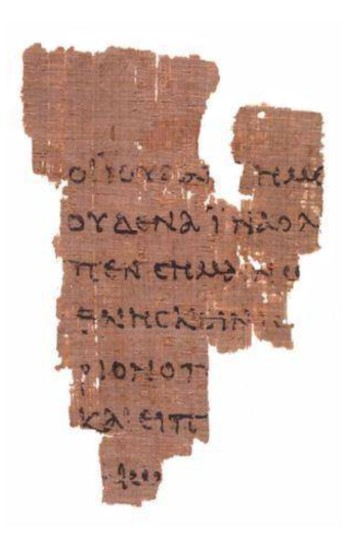
en John Rylands Library Papyrus P52 (recto), escrito hacia 125 d. C.

Juan 18 es el decimoctavo capítulo del Evangelio de Juan del Nuevo Testamento de la Biblia cristiana. Este capítulo registra los acontecimientos del día de la Crucifixión de Jesús, comenzando con el arresto de Jesús la noche anterior (en el cálculo judaico, esto se consideraría parte del mismo día). Las tres negaciones de Pedro (Juan 18:15-18;25-26) se entrelazan en la narración relativa a los juicios de Jesús.
El autor del libro que contiene este capítulo es anónimo; sin embargo, la tradición cristiana primitiva considera generalmente que Juan el Evangelista compuso el Evangelio de Juan.

## Texto
El texto original fue escrito en griego koiné. Este capítulo está dividido en 40 versículos.

### Testigos textuales
Algunos manuscritos tempranos que contienen el texto de este capítulo son:
- Papiro P52 (~Anno Domini 125; Versículos existentes 31-33, 37-38)
- Papiro 90 (150-175 d. C.; existen los Versículos 36-40)
- Papiro 108 (siglo II/III; existen los versículos 1-5)
- Papiro 66 (~200 d. C.; completo)
- Códice Vaticano (325-350 d. C.)
- Codex Sinaiticus (330-360 d. C.)
- Codex Bezae (~400 d. C.)
- Codex Alexandrinus (400-440 d. C.)
- Codex Ephraemi Rescriptus (~450 d. C.; existen los Versículos 1-35)
- Papiro 60 (700 d. C.; completo).
- Papiro 59 (siglo VII; existen los versículos 1-2, 16-17, 22).

## Lugares
Los acontecimientos registrados en este capítulo tuvieron lugar en Jerusalén.

## Traición y arresto de Jesús en Getsemaní (18:1-11)
El comienzo del capítulo 18 está directamente relacionado con las palabras finales de capítulo 14:
Levántate, vámonos de aquí (Juan 14:31).
Los capítulos intermedios registran el Discurso de Despedida de Jesús. Alfred Plummer, en la Cambridge Bible for Schools and Colleges (1902), sugiere que Jesús y sus discípulos «se han levantado de la mesa y se disponen a partir en Juan 14:31, pero que el contenido de los capítulos 15-17 se pronuncia antes de que abandonen la habitación». Los editores de la Nueva Biblia Americana Edición Revisada señalan que este evangelio no menciona la Agonía de Jesús en el Huerto ni el beso de Judas..

### Versículo 1
Habiendo dicho Jesús estas palabras, salió con sus discípulos por el arroyo (o arroyo de invierno) Valle de Cedrón, donde había un huerto, en el cual entraron Él y sus discípulos.
Algunas traducciones inglesas de la biblia en cambio abren con «Cuando terminó de orar» o palabras similares.
Mateo 26:36 y Marcos 14:32 se refieren a «un lugar llamado Getsemaní», pero aquí no se nombra el lugar, simplemente se hace referencia a él como un jardín. En Lucas 22:39, el lugar es el monte de los Olivos.

### Versículo 2
Y Judas, que lo traicionó, también conocía el lugar; porque Jesús se reunía allí a menudo con sus discípulos. 
A Judas se le llama ahora «Judas el traidor» o «Judas, el que traiciona» (en griego: ιουδας ο παραδιδους, ioudas ho paradidous) (Juan 18:2 y de nuevo en el Versículo 5). Llega a este lugar familiar con tropas, un jefe y oficiales y servidores del jefes de los sacerdotes y de los fariseos, portando antorchas y linternas y armas (versículo 6, cf. versículo 12). H. W. Watkins conjetura que Getsemaní podría haber pertenecido a «un amigo o discípulo» de Jesús. Muchas traducciones modernas dicen que Jesús «se reunió» allí con sus discípulos, o «se reunieron» allí en la Traducción Revisada de Ginebra, versiones más antiguas como la King James afirma que «recurrieron» allí.
La New American Standard Bible señala que las tropas eran la Cohorte romana (en griego: σπεῖρα, speira en Juan 18:3 es la palabra técnica para la cohorte romana)  mientras que Richard Francis Weymouth los identificó como un destacamento de la policía del Templo. Se trataba de la fuerza de guarnición de la Fortaleza Antonia, en la esquina noreste del Temple. Pedro también vino con un arma (Versículos 10-11):
Entonces Simón Pedro, teniendo una espada, la desenvainó e hirió al siervo del sumo sacerdote, y le cortó la oreja derecha. El siervo se llamaba Malco.

### Versículo 4
Jesús entonces, sabiendo todas las cosas que vendrían sobre Él, se adelantó y les dijo: «¿A quién buscáis?»
Plummer señala de este Versículo que la narración del evangelista confirma:
- la voluntariedad de los sufrimientos de Cristo, y
- el cumplimiento de un plan divino en los sufrimientos de Cristo

y que el objetivo de la narración es refrendar las palabras anteriores de Jesús,
Yo doy mi vida para volver a tomarla. Nadie me la quita, sino que yo la doy de mí mismo. Tengo poder para entregarla, y tengo poder para volverla a tomar 
y el comentario anterior del evangelista
Jesús sabía que había llegado su hora de pasar de este mundo al Padre, y habiendo amado a los suyos que estaban en el mundo, los amó hasta el fin».

### Versículo 5
«Jesús de Nazaret», respondieron.
«Yo soy», dijo él.
Judas, el traidor, estaba allí con ellos. 
Una traducción más literal de la respuesta de los guardias es «Jesús el Nazareno», que Plummer llama «una expresión bastante más despectiva que “Jesús de Nazaret”». La respuesta de Jesús es Ἐγώ εἰμι (ego eimi, yo soy): la palabra 'él' no se expresa en el texto griego. Se trata de una expresión familiar en todo el Evangelio de Juan, véase en Juan 4:26, Juan 6: 20, Juan 8:24, Juan 8:28, Juan 8:58, y Juan 13:13. Plummer comenta que «Judas, si no los sumos sacerdotes, debe haber notado las palabras significativas». Los versículos 6 y 8 repiten las palabras Ἐγώ εἰμι (en español, «Yo soy»).

### Versículo 9
Para que se cumpliera la palabra que dijo: «De los que me diste no he perdido a ninguno»
Según la Nueva Edición Revisada de la Biblia Americana, la cita puede referirse a Juan 6:39, 10:28 o 17:12.
- Juan 6:39: Esta es la voluntad del Padre que me envió: que de todo lo que me ha dado no pierda nada, sino que lo resucite en el último día. [21]
- Juan 10:28: «Y yo les doy vida eterna, y no perecerán jamás; nadie las arrebatará de mi mano»[22]
- Juan 17:12: Mientras estuve con ellos en el mundo, los guardé en Tu nombre. A los que me diste, yo los guardé; y ninguno de ellos se perdió, sino el hijo de perdición, para que se cumpliese la Escritura.[23]

Henry Alford, Plummer, y Watkins  coinciden en asociar este Versículo con Juan 17:12. Arnold utiliza este cumplimiento para argumentar (como «una prueba incuestionable») que Juan 17 es un relato histórico de las palabras de Jesús y no simplemente «una descripción de la mente de nuestro Señor en ese momento».

### Versículo 11
Entonces Jesús dijo a Pedro: «Mete la espada en la vaina; la copa que el Padre me ha dado, ¿no la he de beber?»
Heinrich August Wilhelm Meyer sostiene que «la espada» es la redacción original, y que «vuestra espada», que es una redacción muy utilizada en las traducciones modernas al inglés, es una importación, «contra testigos decisivos», de Mateo 26:52.

### Comentarios
El pasaje del Evangelio de Juan tiene una riqueza simbólica y teológica notable. Mientras que los evangelios sinópticos de Mateo, Marcos y Lucas destacan la angustia y la oración de Jesús en Getsemaní, el Evangelio de Juan subraya más su autoridad y majestad, incluso en el momento de su arresto. En el versículo siguientes, cuando los soldados vienen a arrestar a Jesús, él les pregunta: ¿A quién buscáis?, y al responder ellos que buscan a Jesús de Nazaret, él responde con las palabras Yo soy (en griego, ego eimi). Esta declaración no es solo una identificación, sino una afirmación de su divinidad. La reacción de los soldados, que retroceden y caen al suelo, es un gesto que sugiere que ante el reconocimiento de su divinidad, el poder de Cristo los sobrecoge.
La referencia al Salmo 56,10 que hace el comentario también añade una capa más profunda de interpretación: Retrocederán mis enemigos el día en que yo invoque. Aunque parece que Jesús está siendo arrestado y está bajo el control de las autoridades, este detalle sugiere que es él quien tiene el verdadero poder, y se entrega voluntariamente, no por obligación o debilidad. En Juan, por tanto, la narrativa del arresto no enfatiza tanto el sufrimiento humano de Jesús, sino su soberanía divina y su control sobre los eventos, incluso en un momento tan crucial como su pasión.

Si Él no lo hubiera permitido, nunca hubieran realizado su intento de apresarle, pero tampoco Él hubiera cumplido su misión. Ellos buscaban con odio al que querían matar; Jesús, en cambio, nos buscaba con amor queriendo morir.

En este pasaje, Jesús, aun en peligro, se preocupa por la seguridad de sus discípulos, cumpliendo su promesa de no perder a ninguno, excepto Judas. Pedro, impulsivo y leal, intenta defender a Jesús con una espada, pues no entiende aún el plan de Dios. Jesús rechaza la violencia de Pedro y acepta la voluntad del Padre, recordando su oración en el huerto. El pasaje enseña la importancia de aceptar con docilidad la voluntad de Dios, como lo hizo Jesús al enfrentarse a su pasión.

## En el patio del sumo sacerdote (18:12-27)
Jesús y «otro discípulo», o «el otro discípulo», que era conocido del sumo sacerdote, son llevados al patio del sumo sacerdote, donde inicialmente Jesús se reúne con Anás. El otro discípulo trajo entonces a Pedro. Inusualmente, la biblia de John Wycliffe traduce en griego: τω αρχιερει, tō archierei como «el obispo».

### Versículo 19
El sumo sacerdote preguntó entonces a Jesús acerca de sus discípulos y de su doctrina.
Aquí se hace referencia a Anás como «el sumo sacerdote», aunque Caifás era el sumo sacerdote ese año (Juan 18:13). Meyer señala que Jesús ignora la primera parte de la pregunta y responde sólo a la segunda, «y eso dejándola de lado como algo totalmente sin objeto, apelando a la publicidad de su vida».

### Comentarios
En este segundo escenario de la pasión, Jesús es llevado atado a la casa de Anás, recordando la atadura voluntaria de Isaac en Génesis. A pesar de haber obrado en público y ser conocido por el pueblo, las autoridades buscan atribuirle intenciones ocultas durante el interrogatorio. En cuanto a Pedro, sus negaciones se relatan de forma breve, sin mención explícita de su arrepentimiento, pero queda implícito con el canto del gallo. Más tarde, Jesús lo restaurará, confirmándolo como líder de la Iglesia.

En este torneo de amor no deben entristecernos las caídas, ni aun las caídas graves, si acudimos a Dios con dolor y buen propósito en el sacramento de la Penitencia. El cristiano no es un maníaco coleccionista de una hoja de servicios inmaculada. Jesucristo Nuestro Señor se conmueve tanto con la inocencia y la fidelidad de Juan y, después de la caída de Pedro, se enternece con su arrepentimiento. Comprende Jesús nuestra debilidad y nos atrae hacia sí, como a través de un plano inclinado, deseando que sepamos insistir en el esfuerzo de subir un poco, día a día.

## En el tribunal de Pilato (18:28-38)

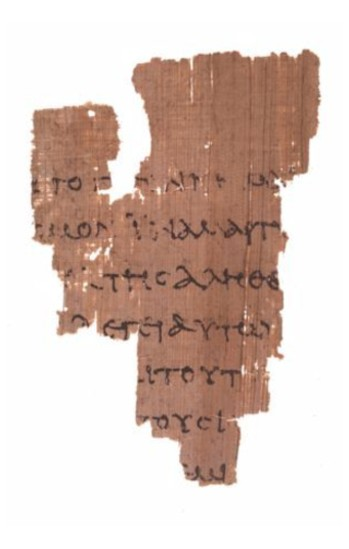
en el lado verso del Papiro P52 de la Biblioteca Rylands de Juan (~AD 125)

.

### Versículo 28
Entonces ellos [los dirigentes judíos] llevaron a Jesús de Caifás al Pretorio, y era de madrugada. Pero ellos mismos no entraron en el pretorio, para no ser Tumah y taharah, sino para comer la Pascua. 
«Los líderes judíos»: palabras suministradas por la Nueva Versión Internacional para aclarar la referencia a «ellos». La referencia es «a los sanedristas», según el ministro de la Iglesia Libre Escocesa William Nicoll. El texto aquí confirma que en la línea de tiempo, el juicio de Jesús tuvo lugar antes de la Pascua y, por tanto, igualmente los acontecimientos de los capítulos 13-17 precedieron a la Pascua. 

### Versículo 31
Entonces Pilato les dijo: «Tomadle vosotros y juzgadle según vuestra ley».
Entonces los judíos le dijeron: «A nosotros no nos es lícito dar muerte a nadie,»
El evangelio de Juan es el único que ofrece esta razón para que sus acusadores lleven a Jesús ante Pilato.

### Versículo 37
Pilato, pues, le dijo: «¿Eres, pues, rey?»
Respondió Jesús: «Dices bien que soy rey».
Por esto he nacido y para esto he venido al mundo.
para dar testimonio de la verdad.
Todo el que es de la verdad oye mi voz. 
Referencia cruzada: Mateo 27:11; Marcos 15:2; Lucas 23:3

### Comentario
El proceso de Jesús ante Pilato en el Evangelio de Juan tiene más detalle que en los sinópticos y se divide en siete momentos. Primero (18,29-32), los judíos acusan a Jesús como malhechor. Luego (18,33-37), Pilato interroga a Jesús, quien afirma: «Yo soy Rey». En tercer lugar (18,38-40), Pilato intenta liberar a Jesús preguntando al pueblo si quieren soltar al "Rey de los judíos". El cuarto momento es la burla de los soldados, que coronan a Jesús con espinas y lo llaman "Rey de los judíos". En el quinto, Pilato presenta a Jesús al pueblo como Ecce Homo, y los judíos lo acusan de hacerse pasar por Hijo de Dios. En el sexto (19,8-12), Pilato vuelve a interrogar a Jesús, pero los judíos insisten en que Jesús va contra el César al proclamarse rey. Finalmente, Pilato presenta a Jesús diciendo: «Aquí está vuestro Rey», y los judíos lo rechazan.
El "pretorio" se refiere a la residencia oficial de Pilato en Jerusalén, posiblemente el Palacio de Herodes.
Ante el sumo sacerdote, la acusación contra Jesús fue religiosa: se proclamaba Hijo de Dios. Ante Pilato, sin embargo, la acusación es política, buscando comprometer al Imperio romano. Jesús, al declararse Mesías y Rey de los judíos, es presentado como un revolucionario contra el César. Pilato no tiene interés en temas religiosos, pero la denuncia involucra el orden político, por lo que comienza preguntando: «¿Eres tú el Rey de los judíos?». Jesús responde aclarando el carácter espiritual de su misión. Para un romano, un "rey de los judíos" podría ser visto como un conspirador, y para los judíos, el Mesías era un liberador político. Sin embargo, Jesús deja claro que su realeza y misión trascienden estas concepciones, explicando la verdadera naturaleza de su Reino (v. 36), aunque sabía que sería difícil de entender.

## ¿Qué es la verdad? (18:39-40)

### Versículo 38
Pilato le dijo: «¿Qué es la verdad?»
Y dicho esto, salió otra vez a los judíos,
y les dijo: «Yo no hallo en él ningún delito»».

### Comentario
Verdad y justicia; paz y gozo en el Espíritu Santo. Ese es el reino de Cristo: la acción divina que salva a los hombres y que culminará cuando la historia acabe, y el Señor, que se sienta en lo más alto del paraíso, venga a juzgar definitivamente a los hombres. 

Éste es el sentido profundo de su realeza: su reino es «el reino de la Verdad y la Vida, el reino de la Santidad y la Gracia, el reino de la Justicia, el Amor y la Paz» Cristo reina sobre aquellos que aceptan y viven la Verdad por Él revelada: el amor del Padre.